# Каваллермаджоре
Каваллермаджоре (італ. Cavallermaggiore, п'єм. Cavlimor) — муніципалітет в Італії, у регіоні П'ємонт,  провінція Кунео.
Каваллермаджоре розташоване на відстані близько 500 км на північний захід від Рима, 39 км на південь від Турина, 39 км на північ від Кунео.
Населення — 5549 осіб (2014).
Щорічний фестиваль відбувається 23 квітня. Покровитель — святий Юрій.

## Демографія
Населення за роками:

Станом на 1 січня 2023 року в муніципалітеті офіційно проживали 542 іноземці з 30 країн, серед них 128 громадян країн Євросоюзу та 2 громадяни України.

## Сусідні муніципалітети
- Бра
- Каваллерлеоне
- Кераско
- Марене
- Монастероло-ді-Савільяно
- Ракконіджі
- Руффія
- Санфре
- Савільяно
- Соммарива-дель-Боско